# Numeración romana

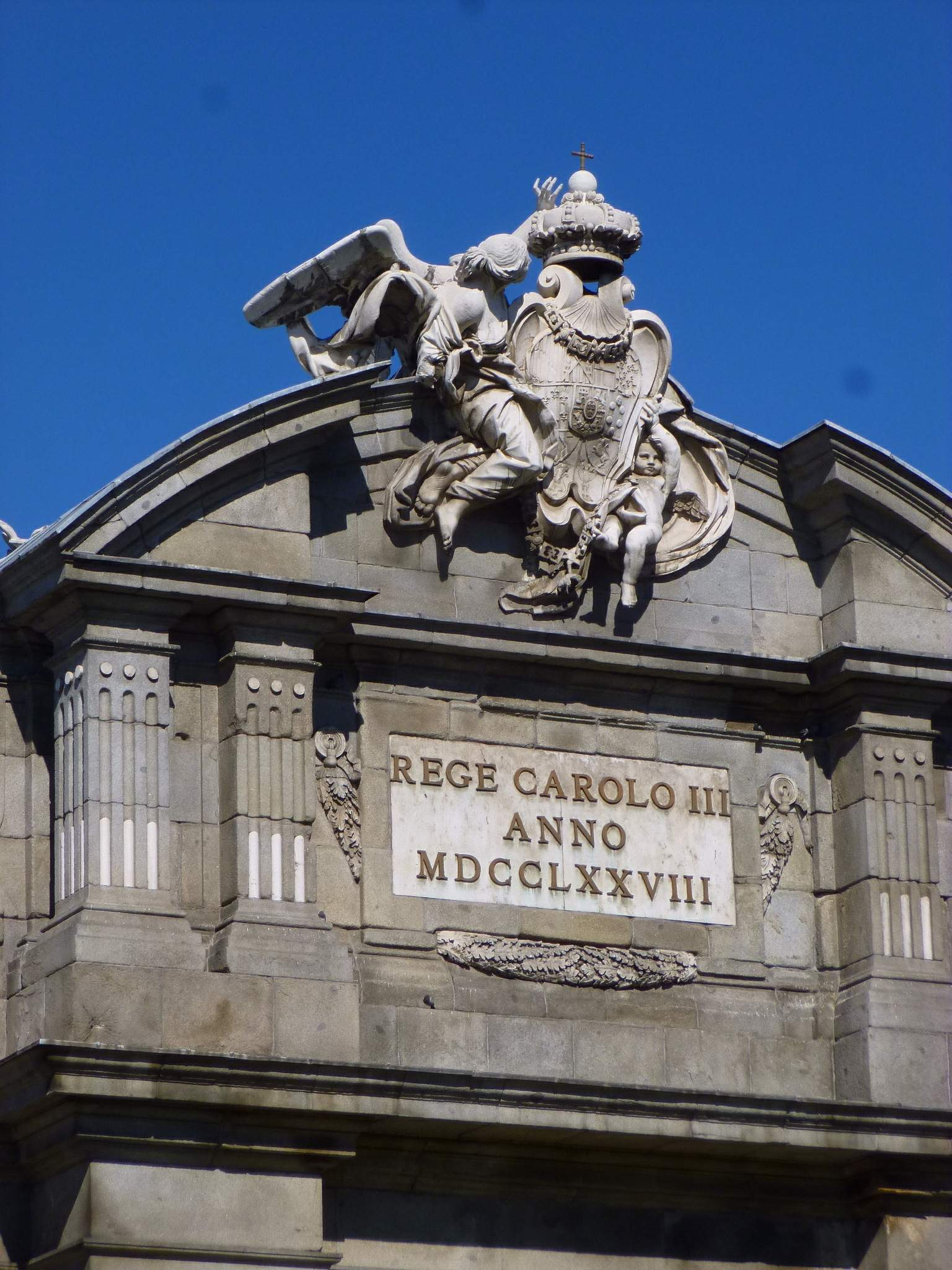
En el cartel de la puerta de Alcalá se observan dos de los usos más comunes de las cifras romanas: nombres reales (Rege Carolo III, «Rey Carlos tercero») y años (Anno MDCCLXXVIII, «año 1778»).

La numeración romana es un sistema de numeración que se desarrolló en la Antigua Roma y se utilizó en todo el Imperio romano, manteniéndose con posterioridad a su desaparición y todavía utilizado en algunos ámbitos. Este sistema emplea algunas letras mayúsculas como símbolos para representar ciertos valores. Los números se escriben como combinaciones de letras. Por ejemplo, el año actual, 2025, se escribe numéricamente como MMXXV, en donde cada M representa mil unidades, cada X representa diez unidades y V representa 5 unidades más.
Está basado en la numeración etrusca, la cual, a diferencia de la numeración decimal que está basada en un sistema posicional, se basa en un sistema aditivo (cada signo representa un valor que se va sumando al anterior). La numeración romana posteriormente evolucionó a un sistema sustractivo, en el cual algunos signos en lugar de sumar, restan. Por ejemplo, el 4 en la numeración etrusca se representaba como IIII (1+1+1+1), mientras que en la numeración romana moderna se representa como IV (1 restado de 5).

## Origen

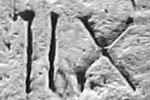
El número 12 escrito de derecha a izquierda tal como aparece en el Cipo de Perugia, una inscripción etrusca del

Los números romanos se escriben con letras del abecedario romano, pero originalmente provenían de los etruscos, los cuales usaban I, Λ, X, Ψ,  y ⊕ para representar I, V, X, L, C, y M, respectivamente. Los romanos tomaron letras parecidas a los símbolos etruscos para representar los valores. Así para I y X utilizaron las letras I y X; para Λ lo invirtieron y utilizaron la V; el símbolo Ψ no era uniforme en el etrusco y evolucionó en diversas variantes: Ψ → ᗐ → ⊥; de la última, los romanos tomaron la mitad del símbolo que se convirtió en L al ser la letra más parecida. Para  y ⊕ utilizaron las iniciales de los nombres en latín correspondientes a esos valores: C y M, al no haber letras similares a esos símbolos. El 500 inicialmente no tenía símbolo, pero el símbolo ⊕ del 1000 también se representaba en ocasiones con Φ y de la mitad de ese símbolo tomaron la D para representar la mitad de 1000.
Este sistema tiene la particularidad de que los símbolos de mayor valor se escriben con anterioridad a los de menor valor, al encontrarse estos con anterioridad en la sucesión de marcas. Por este motivo, este sistema pudo evolucionar a un sistema sustractivo en el que un signo de un valor menor delante de uno mayor restaba en lugar de sumar, lo que permitía acortar la escritura de números grandes. Así el número 1999 pasó de M·DCCCC·LXXXX·VIIII a M·CM·XC·IX. Esto además facilitaba la lectura, ya que la lectura de más de 3 letras iguales seguidas daba lugar a errores. Así resulta más fácil leer IX que VIIII, evitando además la confusión de este último con VIII.
Sin embargo, hasta la Edad Media se combinaba el método aditivo (hasta 4 letras iguales seguidas) con el método sustractivo (símbolos que también restan). Por ejemplo, era bastante habitual representar el 4 con IIII en vez de IV, debido a que estas dos letras son las primeras de la palabra IVPPITER (Júpiter), el máximo dios de los romanos, por lo que se consideraba una blasfemía utilizar las iniciales de su nombre.
En la actualidad, no debe aparecer más de tres veces consecutivas un mismo signo. Se exceptúa la representación del 4 en las esferas de los relojes con cifras romanas, que puede hacerse como IV o como IIII.

### Comparación con cifras etruscas
La siguiente tabla muestra los símbolos válidos en el sistema de los números romanos, y sus equivalencias en el sistema decimal: 
| Signo | Valor | Nombre                      | Origen                                                                                |
| ----- | ----- | --------------------------- | ------------------------------------------------------------------------------------- |
| I     | 1     | VNVS (ūnus)                 | De la numeración etrusca: I                                                           |
| V     | 5     | QVINQVE (quinque)           | De la numeración etrusca: Λ, que en la romana se invirtió (etrusco: ΛAᗐ makʰ "5" [2]) |
| X     | 10    | DECEM (decem)               | De la numeración etrusca: X (etrusco: XAP śar "10" [2])                               |
| L     | 50    | QVINQVAGINTA (quinquaginta) | Evolución en el etrusco: Ψ → ᗐ → ⊥ → L                                                |
| C     | 100   | CENTVM (centum)             | Primera letra de CENTVM                                                               |
| D     | 500   | QVINGENTI (Quingenti)       | D es la mitad de Φ (evolución en el etrusco del símbolo quinientos: ⊕ → Φ)            |
| M     | 1000  | MILLE (Mille)               | Primera letra de MILLE                                                                |

## Notación moderna
Aunque en textos antiguos se usaban en ocasiones letras minúsculas para representar las cifras romanas, en la actualidad las cifras romanas se escriben solo con forma mayúscula. La única excepción son los números romanos usados para numerar apartados o elementos de una lista, que se escriben frecuentemente con minúsculas y reciben el nombre de romanitos.
Para la notación moderna de las cifras romanas se utilizan las siguientes normas:
- Las cifras se leen de izquierda a derecha empezando por los símbolos con mayor valor, o conjunto de símbolos de mayor valor.
- Un símbolo seguido de otro de igual o inferior valor, suma (p. ej., X·X·I = 10+10+1 = 21), mientras que si está seguido de otro de mayor valor, ambos símbolos forman un conjunto en el cual debe restarse el valor del primero al valor del siguiente (p. ej., X·IX = 10+(10-1) = 19).
- La unidad (I) y los números con base 10 (X, C y M) pueden repetirse hasta 3 veces consecutivas como sumandos.
- Los números con base 5 (V, L y D), no pueden repetirse seguidos, ya que la suma de esos dos símbolos tiene representación con alguno de los símbolos anteriores.
- La unidad y los símbolos de base 10 también pueden estar restando antes de un símbolo de mayor valor, pero con las siguientes normas:

1. Sólo pueden aparecer restando sobre los símbolos con base 5 y 10 de valor inmediatamente superior, pero no de otros con valores más altos (p. ej., 'IV', 'IX' o 'XC', pero no 'IL' ni 'IC' ni 'XM').
2. En el caso de estar restando, no pueden repetirse.

- Los símbolos con base 5 no pueden utilizarse para restar (p. ej., 45 se escribe 'XLV' y no 'VL').

Ejemplos de combinaciones:
| Romano | Nominación       |
| ------ | ---------------- |
| II     | dos              |
| III    | tres             |
| IV     | cuatro           |
| VI     | seis             |
| VII    | siete            |
| VIII   | ocho             |
| IX     | nueve            |
| XXXII  | treinta y dos    |
| XLV    | cuarenta y cinco |

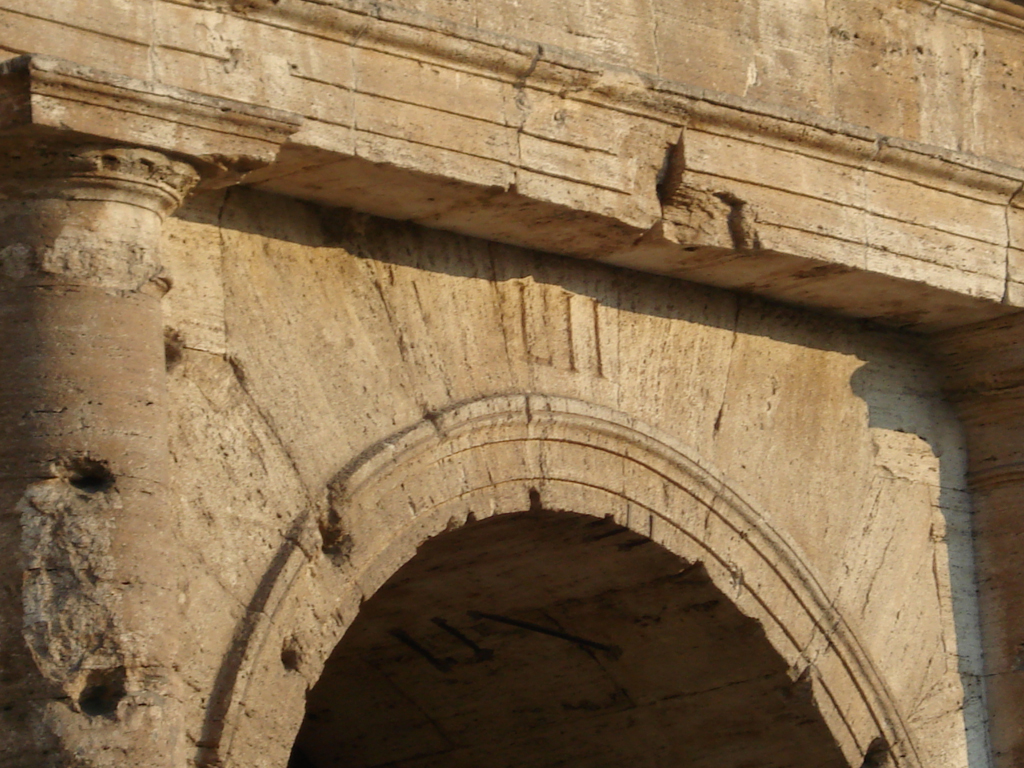
Entrada a la sección del Coliseo, con las cifras aún visibles

Para números con valores superiores a 3999, se coloca una línea horizontal por encima de la cifra, para indicar que la base de la multiplicación es por 1000:
| Romano (miles) | Decimal | Nominación     |
| -------------- | ------- | -------------- |
| V              | 5000    | cinco mil      |
| X              | 10 000  | diez mil       |
| L              | 50 000  | cincuenta mil  |
| C              | 100 000 | cien mil       |
| D              | 500 000 | quinientos mil |
| M              | 1 000   | un millón      |
Existe un formato para números con un valor de mayor envergadura, en este caso se utiliza una doble barra para indicar que la multiplicación se realiza por un millón. Como ejemplo, para mostrar un valor de diez millones se haría lo siguiente, pero con doble raya: X. Tres rayas multiplican el millón por mil, haciendo millar de millón, cuatro rayas, un billón, seis rayas, un trillón, etc.
Como sistema de numeración {\displaystyle \scriptstyle {\mathcal {N}}=(S,{\mathcal {R}})}, el inventario de signos es {\displaystyle \scriptstyle {\mathcal {S}}=\{\mathrm {I,V,X,L,C,D,M,} {\bar {\ }}\}} y el conjunto de reglas {\displaystyle \scriptstyle {\mathcal {R}}} podría especificarse como:
- Como regla general, los símbolos se escriben y leen de izquierda a derecha, de mayor a menor valor.
- El valor de un número se obtiene sumando los valores de los símbolos que lo componen, salvo en la siguiente excepción:
- Si un símbolo está a la izquierda inmediato de otro de mayor valor, se resta al valor del segundo el valor del primero (p. ej., IV=4, IX=9).
- Los símbolos de tipo 5 siempre suman, y no pueden estar a la izquierda de uno de mayor valor.
- Se permiten como máximo tres repeticiones consecutivas del mismo símbolo de tipo 1.
- No se permite la repetición de una misma letra de tipo 5; su duplicado es una letra de tipo 10.
- Si un símbolo de tipo 1 aparece restando, sólo puede aparecer a su derecha un solo símbolo de mayor valor.
- Si un símbolo de tipo 1 que aparece restando se repite, sólo se permite que su repetición esté colocada a su derecha y que no sea adyacente al símbolo que resta.
- Sólo se admite la resta de un símbolo de tipo 1 sobre el inmediato mayor de tipo 1 o de tipo 5. Ejemplos:
  - el símbolo I sólo puede restar a V y a X.
  - el símbolo X sólo resta a L y a C.
  - el símbolo C sólo resta a D y a M.
- Se permite que dos símbolos distintos aparezcan restando si no son adyacentes.

A continuación aparecen algunos ejemplos de números no-válidos en el sistema de numeración romano, y la regla que incumplen.
| Errónea | Correcta | Valor | Motivo                                                        |
| ------- | -------- | ----- | ------------------------------------------------------------- |
| VL      | XLV      | 45    | Letra de tipo 5 restando                                      |
| VD      | CDXCV    | 495   | Letra de tipo 5 restando                                      |
| LD      | CDL      | 450   | Letra de tipo 5 restando                                      |
| IIII    | IV       | 4     | Más de tres repeticiones de letra tipo 1                      |
| VIV     | IX       | 9     | Repetición de letra de tipo 5                                 |
| XXXX    | XL       | 40    | Más de tres repeticiones de letra tipo 1                      |
| LXL     | XC       | 90    | Repetición de letra de tipo 5                                 |
| CCCC    | CD       | 400   | Más de tres repeticiones de letra tipo 1                      |
| DCD     | CM       | 900   | Repetición de letra de tipo 5                                 |
| IXX     | XIX      | 19    | Letra tipo 1 a la izquierda de dos de mayor valor             |
| XCC     | CXC      | 190   | Letra tipo 1 a la izquierda de dos de mayor valor             |
| CMM     | MCM      | 1900  | Letra tipo 1 a la izquierda de dos de mayor valor             |
| IXVI    | XV       | 15    | Letra tipo 1 a la izquierda de dos de mayor valor             |
| XCLX    | CL       | 150   | Letra tipo 1 a la izquierda de dos de mayor valor             |
| CMDC    | MD       | 1500  | Letra tipo 1 a la izquierda de dos de mayor valor             |
| IVI     | V        | 5     | Letra restando y su repetición adyacente al símbolo que resta |
| XLX     | L        | 50    | Letra restando y su repetición adyacente al símbolo que resta |
| CDC     | D        | 500   | Letra restando y su repetición adyacente al símbolo que resta |
| IXI     | X        | 10    | Letra restando y su repetición adyacente al símbolo que resta |
| XCX     | C        | 100   | Letra restando y su repetición adyacente al símbolo que resta |
| CMC     | M        | 1000  | Letra restando y su repetición adyacente al símbolo que resta |
| IIV     | III      | 3     | Letra tipo 1 restando y repetida a su izquierda               |
| XXL     | XXX      | 30    | Letra tipo 1 restando y repetida a su izquierda               |
| CCD     | CCC      | 300   | Letra tipo 1 restando y repetida a su izquierda               |
| IIX     | VIII     | 8     | Letra tipo 1 restando y repetida a su izquierda               |
| XXC     | LXXX     | 80    | Letra tipo 1 restando y repetida a su izquierda               |
| CCM     | DCCC     | 800   | Letra tipo 1 restando y repetida a su izquierda               |
| IL      | XLIX     | 49    | Letra I restando a L                                          |
| IC      | XCIX     | 99    | Letra I restando a C                                          |
| ID      | CDXCIX   | 499   | Letra I restando a D                                          |
| IM      | CMXCIX   | 999   | Letra I restando a M                                          |
| XD      | CDXC     | 490   | Letra X restando a D                                          |
| XM      | CMXC     | 990   | Letra X restando a M                                          |
| XIL     | XLI      | 41    | Letras I y X adyacentes y restando                            |
| IXL     | XXXIX    | 39    | Letras I y X adyacentes y restando                            |
| CXD     | CDX      | 410   | Letras X y C adyacentes y restando                            |
| XCD     | CCCXC    | 390   | Letras X y C adyacentes y restando                            |

### Numeración romana por composición
Partiendo de la numeración decimal y sustituyendo cada cifra por su equivalente en la numeración romana tenemos el número romano, haciendo la operación inversa tenemos la numeración decimal, veamos los números del 1 al 99:
{\displaystyle {\begin{array}{rrrrrrrrrr}&{\underset {1}{I}}&{\underset {2}{II}}&{\underset {3}{III}}&{\underset {4}{IV}}&{\underset {5}{V}}&{\underset {6}{VI}}&{\underset {7}{VII}}&{\underset {8}{VIII}}&{\underset {9}{IX}}\\{\underset {10}{X}}&{\underset {10}{X}}\,{\underset {1}{I}}&{\underset {10}{X}}\,{\underset {2}{II}}&{\underset {10}{X}}\,{\underset {3}{III}}&{\underset {10}{X}}\,{\underset {4}{IV}}&{\underset {10}{X}}\,{\underset {5}{V}}&{\underset {10}{X}}\,{\underset {6}{VI}}&{\underset {10}{X}}\,{\underset {7}{VII}}&{\underset {10}{X}}\,{\underset {8}{VIII}}&{\underset {10}{X}}\,{\underset {9}{IX}}\\{\underset {20}{XX}}&{\underset {20}{XX}}\,{\underset {1}{I}}&{\underset {20}{XX}}\,{\underset {2}{II}}&{\underset {20}{XX}}\,{\underset {3}{III}}&{\underset {20}{XX}}\,{\underset {4}{IV}}&{\underset {20}{XX}}\,{\underset {5}{V}}&{\underset {20}{XX}}\,{\underset {6}{VI}}&{\underset {20}{XX}}\,{\underset {7}{VII}}&{\underset {20}{XX}}\,{\underset {8}{VIII}}&{\underset {20}{XX}}\,{\underset {9}{IX}}\\{\underset {30}{XXX}}&{\underset {30}{XXX}}\,{\underset {1}{I}}&{\underset {30}{XXX}}\,{\underset {2}{II}}&{\underset {30}{XXX}}\,{\underset {3}{III}}&{\underset {30}{XXX}}\,{\underset {4}{IV}}&{\underset {30}{XXX}}\,{\underset {5}{V}}&{\underset {30}{XXX}}\,{\underset {6}{VI}}&{\underset {30}{XXX}}\,{\underset {7}{VII}}&{\underset {30}{XXX}}\,{\underset {8}{VIII}}&{\underset {30}{XXX}}\,{\underset {9}{IX}}\\{\underset {40}{XL}}&{\underset {40}{XL}}\,{\underset {1}{I}}&{\underset {40}{XL}}\,{\underset {2}{II}}&{\underset {40}{XL}}\,{\underset {3}{III}}&{\underset {40}{XL}}\,{\underset {4}{IV}}&{\underset {40}{XL}}\,{\underset {5}{V}}&{\underset {40}{XL}}\,{\underset {6}{VI}}&{\underset {40}{XL}}\,{\underset {7}{VII}}&{\underset {40}{XL}}\,{\underset {8}{VIII}}&{\underset {40}{XL}}\,{\underset {9}{IX}}\\{\underset {50}{L}}&{\underset {50}{L}}\,{\underset {1}{I}}&{\underset {50}{L}}\,{\underset {2}{II}}&{\underset {50}{L}}\,{\underset {3}{III}}&{\underset {50}{L}}\,{\underset {4}{IV}}&{\underset {50}{L}}\,{\underset {5}{V}}&{\underset {50}{L}}\,{\underset {6}{VI}}&{\underset {50}{L}}\,{\underset {7}{VII}}&{\underset {50}{L}}\,{\underset {8}{VIII}}&{\underset {50}{L}}\,{\underset {9}{IX}}\\{\underset {60}{LX}}&{\underset {60}{LX}}\,{\underset {1}{I}}&{\underset {60}{LX}}\,{\underset {2}{II}}&{\underset {60}{LX}}\,{\underset {3}{III}}&{\underset {60}{LX}}\,{\underset {4}{IV}}&{\underset {60}{LX}}\,{\underset {5}{V}}&{\underset {60}{LX}}\,{\underset {6}{VI}}&{\underset {60}{LX}}\,{\underset {7}{VII}}&{\underset {60}{LX}}\,{\underset {8}{VIII}}&{\underset {60}{LX}}\,{\underset {9}{IX}}\\{\underset {70}{LXX}}&{\underset {70}{LXX}}\,{\underset {1}{I}}&{\underset {70}{LXX}}\,{\underset {2}{II}}&{\underset {70}{LXX}}\,{\underset {3}{III}}&{\underset {70}{LXX}}\,{\underset {4}{IV}}&{\underset {70}{LXX}}\,{\underset {5}{V}}&{\underset {70}{LXX}}\,{\underset {6}{VI}}&{\underset {70}{LXX}}\,{\underset {7}{VII}}&{\underset {70}{LXX}}\,{\underset {8}{VIII}}&{\underset {70}{LXX}}\,{\underset {9}{IX}}\\{\underset {80}{LXXX}}&{\underset {80}{LXXX}}\,{\underset {1}{I}}&{\underset {80}{LXXX}}\,{\underset {2}{II}}&{\underset {80}{LXXX}}\,{\underset {3}{III}}&{\underset {80}{LXXX}}\,{\underset {4}{IV}}&{\underset {80}{LXXX}}\,{\underset {5}{V}}&{\underset {80}{LXXX}}\,{\underset {6}{VI}}&{\underset {80}{LXXX}}\,{\underset {7}{VII}}&{\underset {80}{LXXX}}\,{\underset {8}{VIII}}&{\underset {80}{LXXX}}\,{\underset {9}{IX}}\\{\underset {90}{XC}}&{\underset {90}{XC}}\,{\underset {1}{I}}&{\underset {90}{XC}}\,{\underset {2}{II}}&{\underset {90}{XC}}\,{\underset {3}{III}}&{\underset {90}{XC}}\,{\underset {4}{IV}}&{\underset {90}{XC}}\,{\underset {5}{V}}&{\underset {90}{XC}}\,{\underset {6}{VI}}&{\underset {90}{XC}}\,{\underset {7}{VII}}&{\underset {90}{XC}}\,{\underset {8}{VIII}}&{\underset {90}{XC}}\,{\underset {9}{IX}}\\\end{array}}}
De forma general, partiendo de la equivalencia de cada una de las cifras decimales a su representación en numeración romana y realizando la sustitución, tenemos su equivalente en este sistema de numeración:
{\displaystyle {\begin{array}{r|ccccccccc}\times &1&2&3&4&5&6&7&8&9\\\hline 1&I&II&III&IV&V&VI&VII&VIII&IX\\10&X&XX&XXX&XL&L&LX&LXX&LXXX&XC\\100&C&CC&CCC&CD&D&DC&DCC&DCCC&CM\\1000&M&MM&MMM&{\overline {IV}}&{\overline {V}}&{\overline {VI}}&{\overline {VII}}&{\overline {VIII}}&{\overline {IX}}\\\end{array}}}
Así por ejemplo, la representación en numeración romana de 2024, seria:
{\displaystyle 2000=MM\quad ,\quad 20=XX\quad ,\quad 4=IV}
Lo que resultaría:
{\displaystyle 2024=MMXXIV\,}

## Fracciones

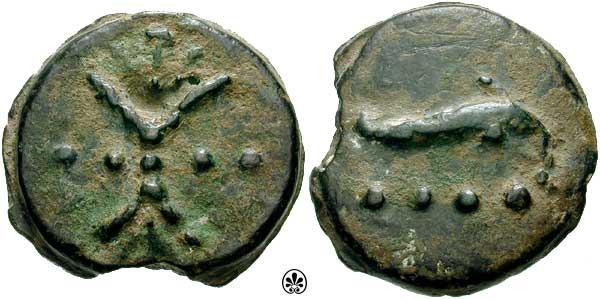
Una moneda triens (1/3 o 4/12 de un as). Los cuatro puntos •••• indican su valor.

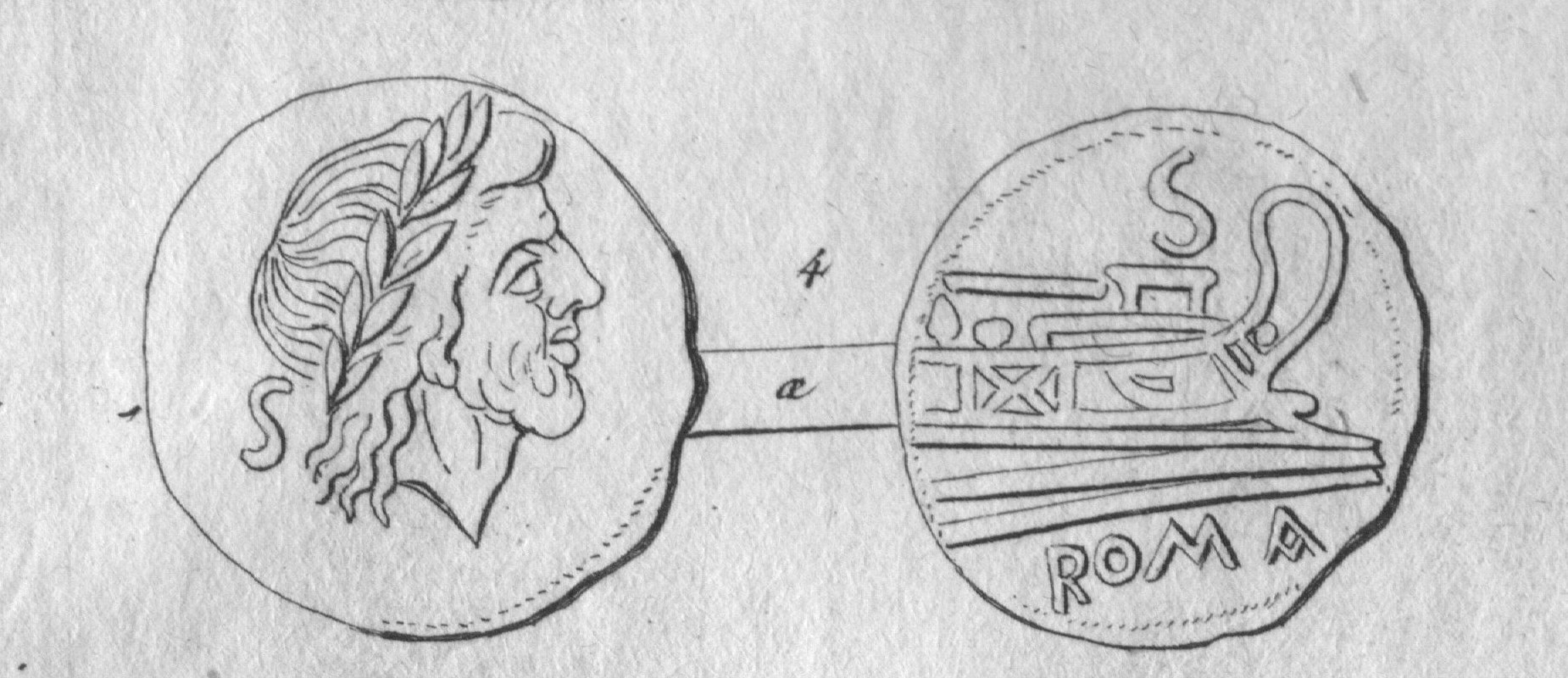
Una moneda semis (1/2 o 6/12 de un as). La letra S indica su valor.

Aunque los romanos empleaban un sistema decimal de numeración para los números enteros que reflejaba la forma de contar en latín, para las fracciones empleaban un sistema duodecimal. Un sistema basado en doceavos (12 = 3 × 2 × 2) permite manejar fracciones comunes como 1/3 y 1/4 con mayor facilidad que un sistema basado en décimos (10 = 2 × 5). Muchas monedas romanas, cuyo valor era una fracción duodecimal de la unidad, mostraban una notación basada en mitades y doceavos. Un punto • indicaba una uncia «doceavo», el origen etimológico de la palabra onza; y los puntos se concatenaban para representar fracciones de hasta cinco doceavos. Seis doceavos (un medio) se abreviaban con la letra S por semis «mitad». Para fracciones entre siete y once doceavos se añadían puntos uncia de la misma forma que se añaden trazos verticales a la V para indicar números enteros entre seis y nueve.
Cada una de estas fracciones tenía un nombre que era el mismo que el de la moneda correspondiente por ejemplo:
| Fracción    | Numeral Romano     | Nombre (nominativo y genitivo)           | Significado                                                                        |
| ----------- | ------------------ | ---------------------------------------- | ---------------------------------------------------------------------------------- |
| 1/12        | •                  | uncia, unciae                            | «onza»                                                                             |
| 2/12 = 1/6  | •• o bien :        | sextans, sextantis                       | «sexto»                                                                            |
| 3/12 = 1/4  | ••• o bien ∴       | quadrans, quadrantis                     | «cuarto»                                                                           |
| 4/12 = 1/3  | •••• o bien ::     | triens, trientis                         | «tercio»                                                                           |
| 5/12        | ••••• o bien :·:   | quincunx, quincuncis                     | «cinco onzas» (quinque unciae → quincunx)                                          |
| 6/12 = 1/2  | S                  | semis, semissis                          | «mitad»                                                                            |
| 7/12        | S•                 | septunx, septuncis                       | «siete onzas» (septem unciae → septunx)                                            |
| 8/12 = 2/3  | S•• o bien S:      | bes, bessis                              | «doble» (entiéndase «el doble de un tercio»)                                       |
| 9/12 = 3/4  | S••• o bien S∴     | dodrans, dodrantis o nonuncium, nonuncii | «menos un cuarto» (de-quadrans → dodrans) o «novena onza» (nona uncia → nonuncium) |
| 10/12 = 5/6 | S•••• o bien S::   | dextans, dextantis o decunx, decuncis    | «menos un sexto» (de-sextans → dextans) o «diez onzas» (decem unciae → decunx)     |
| 11/12       | S••••• o bien S:·: | deunx, deuncis                           | «menos una onza» (de-uncia → deunx)                                                |
| 12/12 = 1   | I                  | as, assis                                | «unidad»                                                                           |

La disposición de los puntos era variable y no necesariamente lineal. La figura formada por cinco puntos dispuestos como en la cara de un dado (:·:) se denomina quincunce por el nombre de la fracción y moneda romana. Las palabras latinas sextans y quadrans son el origen de las palabras sextante y cuadrante.
Estas son otras fracciones romanas:
- 1/8 'sescuncia, sescunciae' (por sesqui- + uncia, es decir, 1½ uncias), representada por la secuencia del símbolo de la semuncia y el de la uncia.
- 1/24 'semuncia, semunciae' (por semi- + uncia, es decir, ½ uncia), representada por una variedad de glifos derivados de la letra griega sigma Σ. Hay una variante que se parece al símbolo de la libra £ pero sin la barra horizontal, y otra que se parece a la letra cirílica Є.
- 1/36 'binae sextulae, binarum sextularum' («dos sextulas») o 'duella, duellae', representada por ƧƧ, es decir, dos letras S invertidas.
- 1/48 'sicilicus, sicilici', representado por Ɔ, una C invertida.
- 1/72 'sextula, sextulae' (1/6 de uncia), representada por Ƨ, una S invertida.
- 1/144 'dimidia sextula, dimidiae sextulae' («media sextula»), representada por ƻ, una S invertida y tachada por una línea horizontal.
- 1/288 'scripulum, scripuli' (un escrúpulo), representado por el símbolo ℈.
- 1/1728 'siliqua, siliquae', representada por un símbolo similar a unas comillas latinas de cierre, ».

Para hacer otras fracciones sencillamente se ponen rayas de subrayado, y se utilizan los puntos de 12 en 12.

## Ejemplos

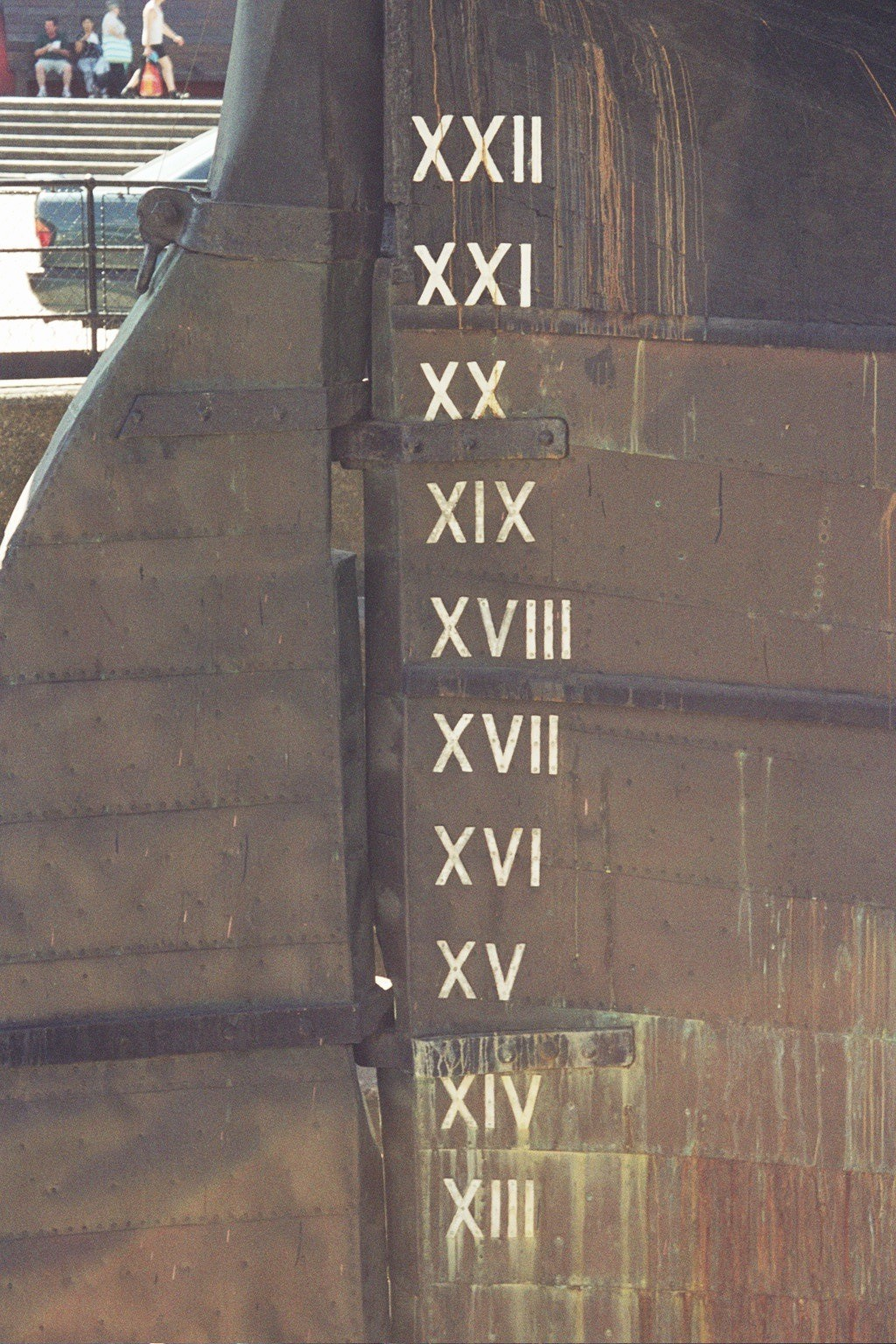
Numerales romanos en el Cutty Sark, Greenwich

A continuación se muestran varios ejemplos de numerales romanos, y sus equivalencias decimales:
| Romana          | Decimal |
| --------------- | ------- |
| I               | 1       |
| II              | 2       |
| III             | 3       |
| IV              | 4       |
| V               | 5       |
| VI              | 6       |
| VII             | 7       |
| VIII            | 8       |
| IX              | 9       |
| X               | 10      |
| XI              | 11      |
| XII             | 12      |
| XIII            | 13      |
| XIV             | 14      |
| XV              | 15      |
| XVI             | 16      |
| XVII            | 17      |
| XVIII           | 18      |
| XIX             | 19      |
| XX              | 20      |
| XXI             | 21      |
| XXII            | 22      |
| XXIII           | 23      |
| XXIV            | 24      |
| XXV             | 25      |
| XXVI            | 26      |
| XXVII           | 27      |
| XXVIII          | 28      |
| XXIX            | 29      |
| XXX             | 30      |
| XL              | 40      |
| L               | 50      |
| LX              | 60      |
| LXX             | 70      |
| LXXX            | 80      |
| XC              | 90      |
| C               | 100     |
| CDL             | 450     |
| DCLXVI          | 666     |
| CMXCIX          | 999     |
| MCDXLIV         | 1444    |
| MMMDCCCLXXXVIII | 3888    |

## Aritmética con numeración romana
Todas las operaciones aritméticas realizadas con numeración romana, al tratarse de un caso particular de numeración entera, pueden ser descompuestas en sumas y restas.

### Suma
CXVI + XXIV = CXL
| Paso | Descripción                                  | Ejemplo                               |
| ---- | -------------------------------------------- | ------------------------------------- |
| 1    | Eliminar la notación substractiva            | IV → IIII                             |
| 2    | Concatenar los términos                      | CXVI + XXIIII → CXVIXXIIII            |
| 3    | Ordenar los numerales de mayor a menor       | CXVIXXIIII → CXXXVIIIII               |
| 4    | Simplificar el resultado reduciendo símbolos | IIIII → V; VV → X; CXXXVIIIII → CXXXX |
| 5    | Añadir notación substractiva                 | XXXX → XL                             |
| 6    | Solución                                     | CXL                                   |

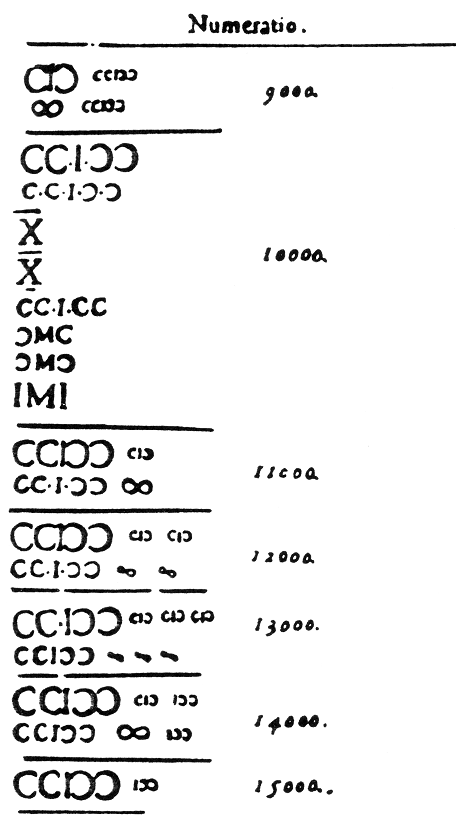
Numerales romanos en un manuscrito del

El primer paso decodifica los datos posicionales en una notación única, lo que facilita la tarea aritmética. Con ello, el segundo paso, al tener una notación únicamente aditiva puede entrar en funcionamiento. Tras eso, es necesaria una reordenación, pues los dos sumandos mantienen sus ordenaciones respectivas, lo que no es problema al no estar presente anotación substractiva. Una vez reordenados los símbolos, se agrupan y se introduce de nuevo la notación substractiva, aplicando las reglas de numeración romana.

### Resta
CXVI − XXIV = XCII
| Paso | Descripción                                                                          | Ejemplo                                         |
| ---- | ------------------------------------------------------------------------------------ | ----------------------------------------------- |
| 1    | Eliminar la notación substractiva                                                    | IV → IIII                                       |
| 2    | Eliminar los numerales comunes entre los términos                                    | CXVI − XXIIII → CV − XIII                       |
| 3    | Expandir los numerales del primer término hasta que aparezcan elementos del segundo. | CV − XIII → LLIIIII − XIII → LXXXXXIIIII − XIII |
| 4    | Repetir los pasos 2 y 3 hasta que el segundo término quede vacío                     | LXXXXXIIIII − XIII → LXXXXII                    |
| 5    | Añadir notación substractiva                                                         | LXXXXII → XCII                                  |
| 6    | Solución                                                                             | XCII                                            |

La multiplicación y división se realizan en romanos, pero son muy extensas, y no se muestran aquí, pero no se realizan la factorización y otras operaciones ya que los romanos no conocían las potencias a pesar de tener múltiples conocimientos de ingeniería y arquitectura. En el álgebra se usan letras romanas, pero comunes a todas las operaciones.

## El 4 en los relojes

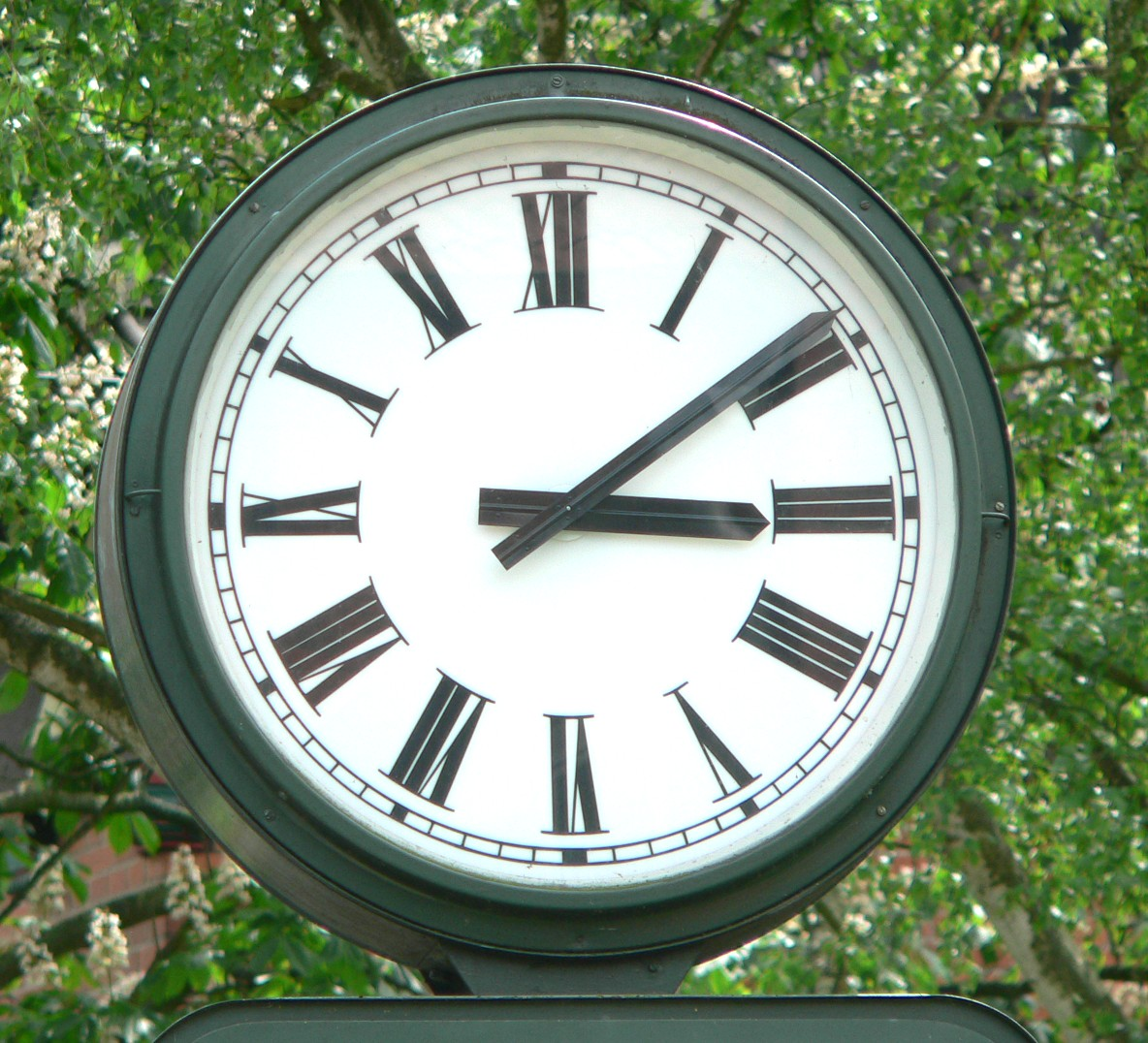
Reloj con numeración romana, con en lugar de

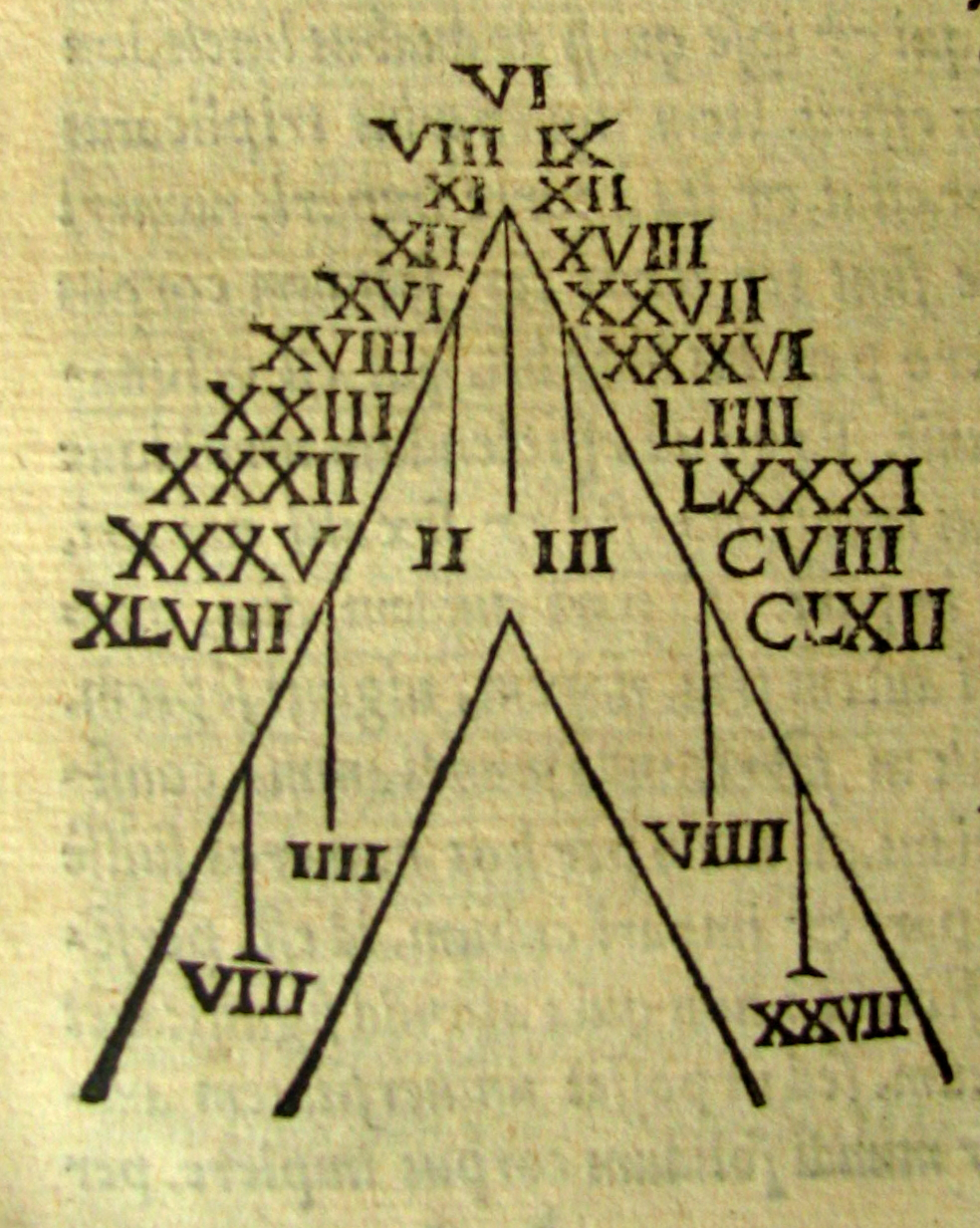
Diagrama numérico en un libro de 1560 en el que el cuatro también se representa como

Es común ver en muchos relojes el uso de IIII para el numeral 4, en lugar del correcto IV. El sistema de numeración romano, derivado del que empleaban los etruscos, inicialmente se basaba en el método aditivo (I más I eran II, V más I eran VI, y II más II eran IIII). Al pasar el tiempo decidieron empezar a usar el método sustractivo en el cual el número anterior resta su cantidad al siguiente. De esta forma, en lugar de escribir 4 como la suma de 2 más 2 (IIII) pasó a escribirse como la resta de 5 menos 1 (IV).
A pesar del cambio, en muchos relojes se siguió utilizando el IIII. Algunas de las supuestas razones por las que esto ha sido así son:
- En 1370, un relojero suizo recibió el encargo de realizar un reloj que se colocaría en la torre del Palacio Real de Francia, y al entregarlo el rey Carlos V le recriminó haber representado el 4 como IV. El relojero señaló que era así como se escribía, pero Carlos V respondió enojado: «El Rey nunca se equivoca». El relojero tuvo que cambiar la representación del 4 a IIII y desde entonces en todos los relojes se empezó a representar así.
- En otra versión de la historia se dice que fue el relojero el que cometió la equivocación de representar el 4 como IIII, y el rey lo mandó ejecutar por la equivocación. Desde entonces como protesta por el hecho y como homenaje, todos los colegas de profesión decidieron utilizar IIII en vez de IV.
- También se dice que el IIII se mantiene por superstición. El IV corresponde a las dos primeras letras del dios romano Júpiter [IVPPITER en latín], y por tanto su uso para denominar a un número podría considerarse inapropiado y blasfemo.
- El conjunto IIII crea una simetría visual en la esfera, ya que el símbolo I es el único que aparece en las cuatro primeras horas, V aparece las siguientes cuatro horas y X en las últimas cuatro, proporcionando una simetría que se vería alterada si se usara el IV.
- También por comodidad, ya que IV es más difícil de leer dada su posición en la esfera del reloj, al quedar casi boca abajo (la cifra IV podría confundirse con la VI en esa posición).
- Porque es sabido que una cifra IV no se utiliza en relojes sino en aritmética, y los relojeros lo dejaron así.